# Schwabstedt
Schwabstedt (dänisch: Svavsted, friesisch: Swåbstää, jütländisch: Svåbste) ist eine Gemeinde im Kreis Nordfriesland in Schleswig-Holstein.

## Geografie

### Geografische Lage
Das Gemeindegebiet von Schwabstedt erstreckt sich am Fluss Treene im Süden des Kreises Nordfriesland am Übergang des Naturraums Bredstedt-Husumer Geest. Im nordöstlichen Teil des Gemeindegebietes erstreckt sich das 631 Hektar große Naturschutzgebiet Wildes Moor bei Schwabstedt.

### Gemeindegliederung
Zur Gemeinde Schwabstedt gehört das Dorf Hollbüllhuus, der Schwabstedter Westerkoog und die Siedlung Lehmsiek (ca. 2 km nördlich von Schwabstedt). Der Lehmsieker Wald ist das größte Waldgebiet der Gemeinde.
Hollbüllhuus ist ein kleines Dorf (letzte Zählung 1987: 62 Einwohner) und wurde am 1. Januar 1976 nach Schwabstedt eingemeindet.
Der Schwabstedter Westerkoog ist seit dem 1. Januar 1975 Teil der Gemeinde. Der Westerkoog wurde vor dem Jahr 1464 eingedeicht; er ist ca. 5,1 km² groß und bildet eine Exklave der Gemeinde Schwabstedt.

## Geschichte
Die frühesten Spuren menschlicher Aktivität auf dem Gemeindegebiet sind mehr als 6000 Jahre alt. Es handelt sich hierbei um ein Kernbeil des Mesolithikums (ca. 10.000–4300 v. Chr.). Ein Messer aus Hirschgeweih soll sogar mehr als 10.000 Jahre alt sein.
Aus der Jungsteinzeit (ca. 4300–2300 v. Chr.), als die Menschen von Ackerbau und Viehhaltung lebten, haben sich ein Ganggrab und zahlreiche Steinbeile, Meißel, Dolche und andere Geräte aus Flint erhalten. 1950 wurden bei Erdarbeiten Reste einer vorzeitlichen Schmiede gefunden. Außerdem können mehrere Grabhügel in diese Epoche datiert werden, in denen sich Grabkammern aus Stein erhalten haben. Andere Hügel stammen dagegen aus der frühen Bronzezeit (ca. 2300–1700/1600 v. Chr.), wie entsprechende Grabbeigaben (Bronzemesser und Dolche) nahelegen. Der größte der vorgeschichtlichen Hügel ist der „Glockenberg“ (nicht zu verwechseln mit dem gleichnamigen Hügel beim Kirchspielsort Hude), auf dem heute der Glockenturm der Schwabstedter St. Jacobi-Kirche steht. Im Dorf hält sich die Sage, dass dort ein Kriegerfürst mit seinem Pferd begraben wurde. Da der Hügel bisher nicht geöffnet wurde, steht aber nicht fest, ob es tatsächlich ein Grabhügel oder ein vorchristlicher Kultplatz war.
Dafür, dass in den Jahrhunderten um Christi Geburt Siedlungen in Schwabstedt bestanden, sprechen unter anderem Gefäßreste, die der eisenzeitlichen Jastorf-Kultur zugerechnet werden können. In einem Brunnen aus Heideplaggen wurden außerdem römische Glasscherben des 3. und 4. Jahrhunderts nach Christus gefunden.

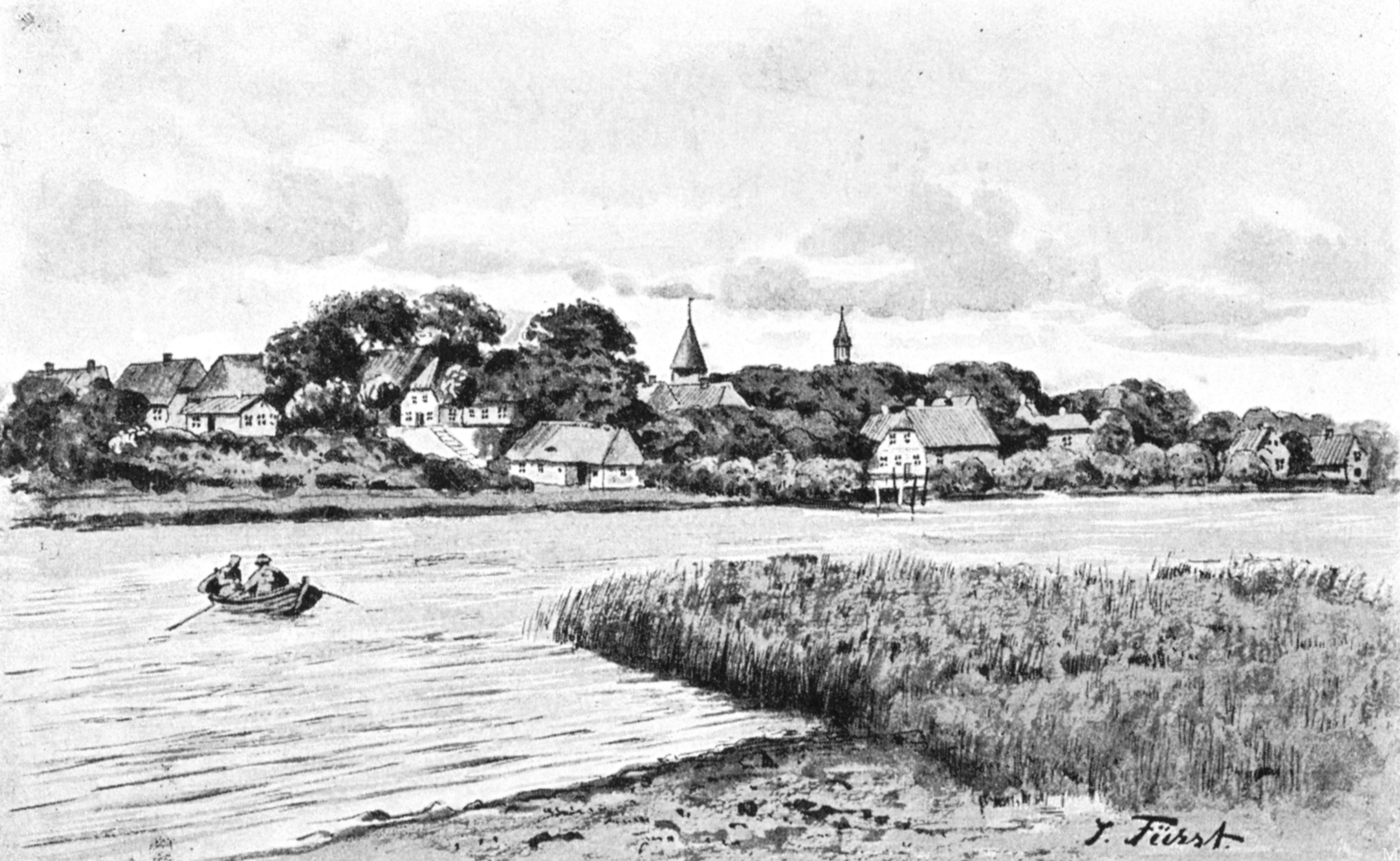
Schwabstedt um 1895

Vielleicht existierte schon zur Wikingerzeit (ca. 800–1100 n. Chr.) in Schwabstedt ein Handelsplatz. Damals verlief ein wichtiger Handelsweg von der Nordsee über Eider und Treene nach Hollingstedt, von dort über Land bis Haithabu und auf der Schlei weiter in die Ostsee. Der bekannte Seeräuber Klaus Störtebeker soll hier einen Unterschlupf gehabt und eine riesige goldene Kette vergraben haben.
Wahrscheinlich bildete die Treene bei Schwabstedt (südjütisch: Svåbste) noch bis ins 12. Jahrhundert eine Sprachgrenze zwischen dem Dänischen und Niederdeutschen, ehe sich diese weiter nach Norden auf die Höhe Husum-Schleswig verschob.
1268 musste der Schleswiger Bischof seine Burg Gottorf an der Schlei an die Herzöge von Schleswig abtreten und erhielt im Gegenzug den herzöglichen Anteil der Südergoesharde. Mit diesem Andel war wahrscheinlich die Gegend um Schwabstedt gemeint, das seitdem bischöfliche Residenz war. 1318 wird der befestigte Bischofssitz erstmals als Swauestath bezeichnet. Die Bischöfe bauten das Schloss und auch den dabei liegenden Ort aus. Mittelalterliche Siegel deuten darauf hin, dass Schwabstedt sogar Stadtrechte besaß. Eine entsprechende Urkunde ist aber nicht überliefert. Der Ortsname bedeutet Wohnstätte des Swawi, zusammengesetzt aus -stedt (altdän. stath, neudän. sted, mndt. stede, nndt. Sted) und dem Rufnamen Swawi, der ähnlich wie Frank oder Saxo auf einen Stammesnamen zurückgeht, die Schwaben/Sweben. Möglich ist auch eine Deutung zu altnordisch svāf für Speer (Svafastaðir ≈ Stätte des Speers).
Nach der Reformation im 16. Jahrhundert wurde aus den bischöflichen Besitzungen das landesherrliche Amt Schwabstedt, dessen Amtmann im Schwabstedter Schloss residierte. 1702 wurde das Amt allerdings mit dem zum Herzogtum Schleswig-Holstein-Gottorf gehörenden Amt Husum zusammengelegt, das als Folge des Nordischen Krieges 1720 an den Dänischen Gesamtstaat fiel. Die Zugehörigkeit zum Stift Schleswig war bereits 1618 Gegenstand einer Auseinandersetzung zwischen den Ständen Dänemarks und Holsteins, vertreten durch König Christian IV. und Herzog Friedrich Ulrich von Braunschweig.
Das mittlerweile verfallene Schloss wurde kurze Zeit später abgerissen. Mit einem Teil der Ziegelsteine wurde die Straße nach Seeth gepflastert. Ein weiterer Teil wurde am südlichen Ende der Westerstraße an dem Gebäude verbaut, in dem sich zuletzt die Filiale der ehemaligen Deutschen Bundespost befand. Die früher sichtbaren Steine sind heute hinter einer Verkleidung verschwunden.
Das Dorf machte zu Beginn des 19. Jahrhunderts auf Reisende einen offenbar wenig einladenden Eindruck. So schrieb I. A. Petersen in seinen Wanderungen durch die Herzogthümer Schleswig, Holstein und Lauenburg (siehe Literaturverzeichnis) „… sein zerrüttetes und nunmehr Rache übendes Steinpflaster veranlaßt die Variationen in unserer Fortbewegung. Uns glücklich schätzend, daß wir nicht zu Wagen anlangen, da sonst höchst wahrscheinlich die Equipage dem Rademacher und dem Schmiede, wir einem Chirurgen in die Hände gefallen, schließen wir, daß dergleichen Leute wohl Schwabstedts Vorstand ausmachen…“. Die Kirche befand sich nach seinen Eindrücken in einem schlechten Zustand: „… Jene hat eine flache, blau gemalte Bretterdecke, von welcher ein Kronleuchter herabhängt, auf den das Sprüchwort ‚Es ist nicht Alles Gold, was glänzt‘ nicht paßt; wir halten ihn für messingen, doch kann er gern aus Glas sein, denn Schmutz und Staub hüllen ihn ein …“
Im Jahr 1867 wurde aus dem Gebiet des Kirchspiels Schwabstedt eine Kirchspielslandgemeinde gebildet. Sie umfasste die acht Dorfschaften Fresendelf, Hollbüllhuus, Hude, Ramstedt, Schwabstedt, Schwabstedter Westerkoog, Süderhöft und Wisch. Nach Auflösung der Gutsbezirke wurde ein Teil des Forstgutsbezirks Gottorf (Lehmsiek) in die Dorfschaft Schwabstedt eingegliedert. Im Verlauf des Jahres 1934 wurde die Kirchspielslandgemeinde aufgelöst, und die Dorfschaften bildeten eigenständige Landgemeinden – darunter am 1. April 1934 auch die Gemeinden Schwabstedt, Schwabstedter Westerkoog und Hollbüllhuus. Das Gebiet der Kirchspielslandgemeinde bildet auch heute noch die Kirchengemeinde Schwabstedt.
Von 1952 bis 1959 gab es im Ort auch eine kleine dänische Schule (Svavsted danske Skole), das Gebäude wurde später noch einige Jahre als Kulturhaus (Svavsted Forsamlingshus) genutzt.
Eingemeindungen
Die Gemeinde Schwabstedter Westerkoog wurde am 1. Januar 1975, die Gemeinde Hollbüllhuus am 1. Januar 1976 eingegliedert.

## Politik

### Gemeindevertretung
Bei der Kommunalwahl 2023 konnten in der Gemeindevertretung mangels Kandidaten nur elf Sitze von dreizehn möglichen Sitzen besetzt werden. Dabei errang die CDU mit sechs Sitzen die Mehrheit, die Grüne Liste Schwabstedt (GLS) kam auf drei Sitze und die SPD auf zwei Sitze. Nach Vorwürfen, dass der Gemeindevertreter und designierte Bürgermeister Jörg Hansen (CDU) gar nicht vor Ort wohne, verzichtete dieser zehn Tage nach der Wahl auf eine Kandidatur als Bürgermeister und gab auch seinen Sitz in der Gemeindevertretung auf. Die CDU verlor hierdurch ihre dortige Mehrheit.
Im März 2024 folgte eine komplette Implosion der CDU-Fraktion: Die CDU-Gemeindevertreterin Mareike Richter legte nach Konflikten ihr Mandat liegt. Ihre Kollegen Ines Ullrich und André Ullrich schlossen sich der GLS-Fraktion an, Jessica Faber wechselte zur SPD-Fraktion. Im März 2025 gaben Ines und André Ullrich ihre Sitze komplett auf. Als Grund nannten sie Streit mit dem damaligen Bürgermeister Philipp Wulfert (parteilos, früher CDU) über den Pfingstmarkt. Später gab auch Wulfert seinen Sitz auf.
Aktuell besteht der Gemeinderat noch aus sechs Gemeindevertretern. Für die Beschlussfähigkeit des Gremiums sind mindestens fünf Gemeindevertreter erforderlich. Sollte die Zahl der Gemeindevertreter unter diesen Wert sinken, wäre eine Zwangsverwaltung durch einen Beauftragten oder Neuwahlen nach einer Auflösung durch das Innenministerium die Folge.
Politisch besteht das Gremium nur noch aus der Fraktion der SPD mit drei Mitgliedern (inklusive der ursprünglich für die CDU gewählten Jessica Faber) und der GLS-Fraktion mit ebenfalls drei Mitgliedern.

### Bürgermeister
Für die Wahlperiode von 2023 bis 2028 wurde Philipp Wulfert (parteilos, früher CDU) zum neuen Bürgermeister gewählt. Wulfert trat von diesem Amt jedoch im Juni 2025 zurück. Seine Nachfolgerin wurde Birgit Stephan (SPD).

### Wappen
Blasonierung: „Über blauen Wellen, die mit drei goldenen Seeblättern in der Stellung 2 : 1 belegt sind, in Gold zwischen zwei auf roten Dückdalben befindlichen, abgewendeten roten Schlüsseln, in deren Bart ein Kreuz bzw. eine brennende Kerze eingeschnitten ist, ein roter Turm mit offenem Tor, Zinnenplattform und zwei kreisrunden Fenstern.“
Die Gemeinde führt ihr historisches Siegel im Wappen, dessen Inhalt auf die mittelalterliche Geschichte des Ortes bezogen ist. Die Burg erinnert an den Sitz der Schleswiger Bischöfe seit 1268. Die zu beiden Seiten der Burg befindlichen Schlüssel sind die Attribute des heiligen Petrus, des Schutzpatrons des Schleswiger Bistums. Auf die geistlichen Wurzeln bezieht sich wohl auch die besondere Gestaltung der Schlüsselbärte als Kerze und Kreuz. Bei den „Dückdalben“ dürfte es sich eher um Teile einer Zinnenmauer als Zeichen der städtischen Rechtsstellung handeln. Die Seeblätter im heutigen Gemeindewappen wurden dem überkommenen Siegelbild bei der Genehmigung 1963 hinzugefügt, um den Unterschied zum älteren Amtswappen mit demselben Bildinhalt deutlich zu machen.

## Wirtschaft und Verkehr
Neben Landwirtschaft, Dienstleistung, Bauunternehmen spielt auch der Tourismus eine wichtige Rolle. Die Gemeinde ist unter der Nummer 146 ein eingetragener Erholungsort.
Etwa fünf Kilometer südlich verläuft die Bundesstraße 202 von St. Peter-Ording über Friedrichstadt, wo sie von der Bundesstraße 5 (Heide–Husum) abzweigt, nach Rendsburg.
Von 1910 bis 1986 war Schwabstedt Haltepunkt mit Bahnhof an der KB-Bahnstrecke 1012 Husum-Rendsburg.

## Sehenswürdigkeiten

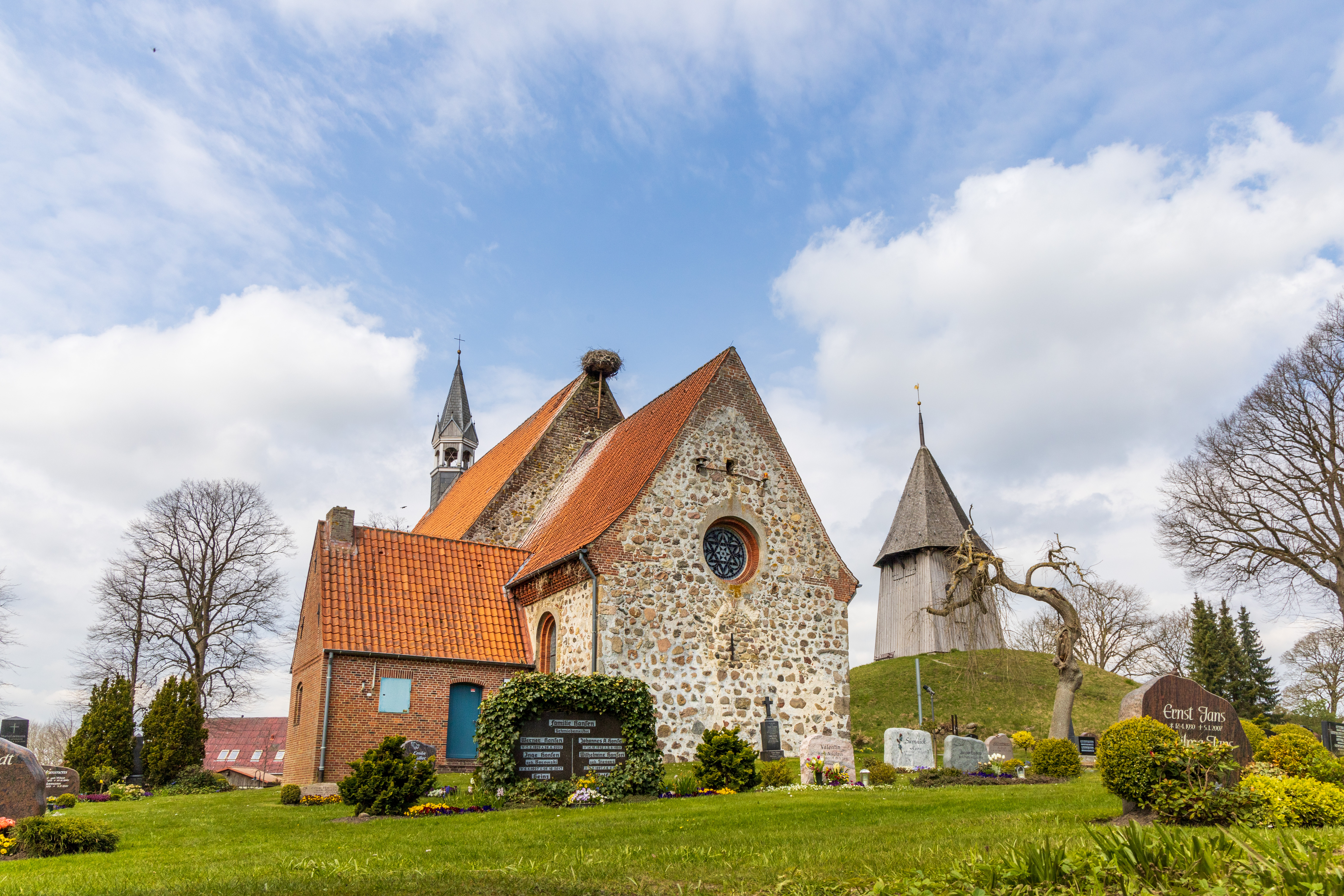
St. Jakobi

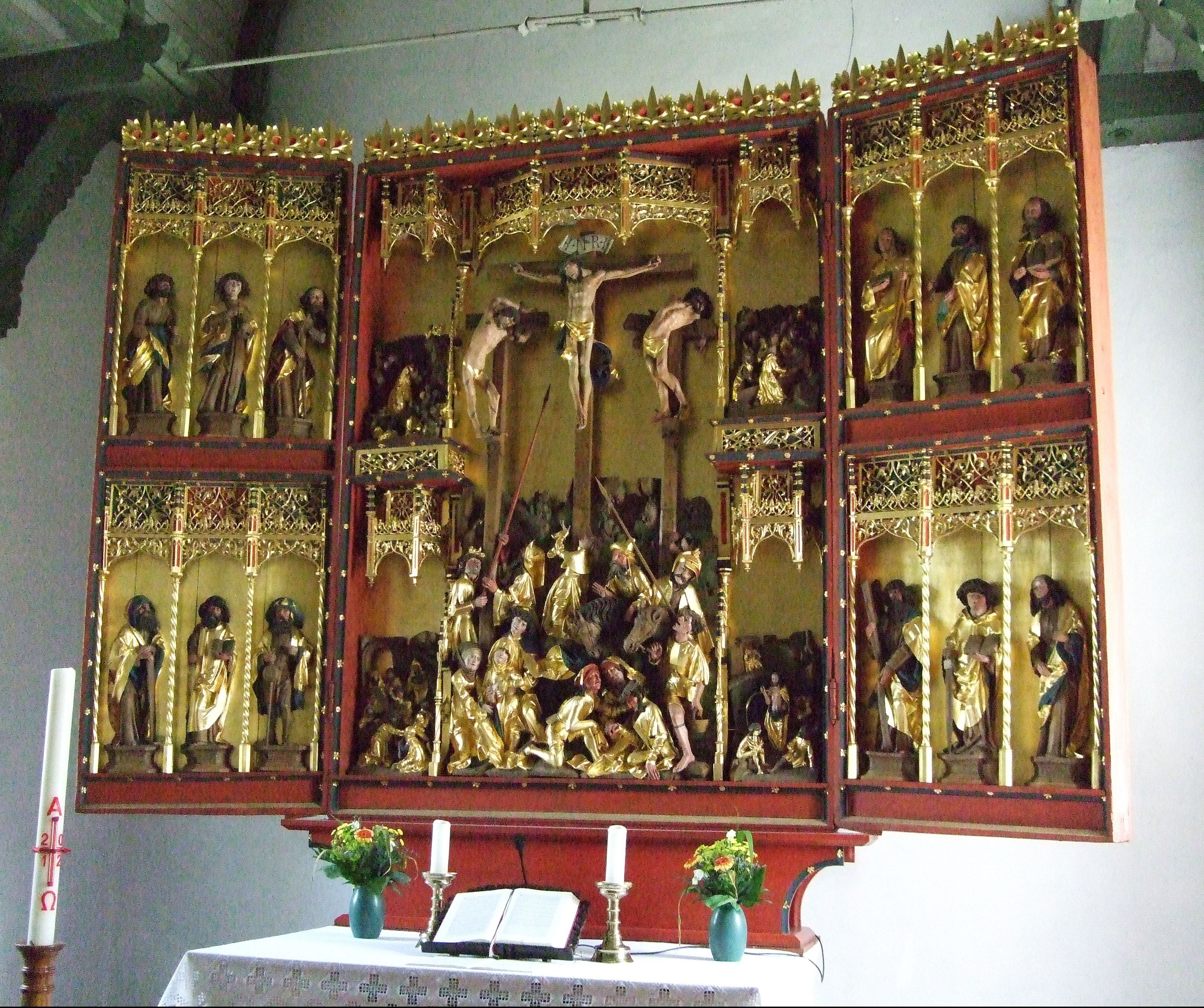
Dreiteiliger spätgotischer Flügelaltar von 1505 in der Kirche St. Jakobi

In der Liste der Kulturdenkmale in Schwabstedt stehen die in der Denkmalliste des Landes Schleswig-Holstein eingetragenen Kulturdenkmale.
Die Schwabstedter St.-Jacobi-Kirche ist eine um 1160 erbaute romanische Feldsteinkirche mit einem gotischen Vorhaus auf der Nordseite. Zum Interieur gehört ein aus der 1807 abgebrochenen ersten Husumer Marienkirche für 96 Mark gekaufter spätgotischer Flügelaltar, den Theodor Storm 1876 in seiner Novelle Aquis submersus beschreibt, eine Spätrenaissance-Taufe (um 1605) und eine Kanzel (1606), beide von dem Bildschnitzer Hans Peper gefertigt und vom Schleswiger Bischof Herzog Ulrich gestiftet, ein Triumphkreuz und ein spätgotisches Chorgestühl aus dem 15. Jahrhundert. Nördlich der Kirche steht, vermutlich auf einem alten Hügelgrab, ein Glockenturm, der 1777 renoviert wurde.
Ebenfalls als sehenswürdig gelten die von Haus J. Carstens im Jahr 1789 aus Granit gefertigten beiden Grenzsteine mit Wappen von 1619/1624 gemäß dem Schwabstedter Wappenzeichen sowie die vom Arzt und Heimatforscher Hans Meyer (1904–1986) in den 1960er Jahren zusammengestellte kleine Museumsausstellung im Treenehaus, die heute von seinem Sohn geleitet wird.
Darüber hinaus gilt auch die an der westlichen Gemeindegrenze und am Siedlungsrand von Ramstedt errichtete vormalige Windmühle als sehenswert. Heute ist hier ein Café eingerichtet.
Im Ortsteil befindet sich ein Freilufttheater, das längere Zeit nicht genutzt wurde, aber 2019 nochmals für Mundartaufführungen reaktiviert wurde, inzwischen aber nicht mehr genutzt wird.

## Persönlichkeiten

### Söhne und Töchter der Gemeinde
- Nicolaus Bruhns (1665–1697), Barockkomponist
- Bendix Friedrich Zinck (1715–1799), Stadtmusikant, Organist und Komponist
- Adolph Ernst Kroeger (1837–1882), Autor und Übersetzer
- Hans Meyer (1904–1986), Arzt, Heimatforscher und Namensgeber des örtlichen Museums[29]
- Hans Carstens (1922 in Schwabstedter Westerkoog; † 1973) Gewerkschafter

### Mit der Gemeinde verbunden
- Michael Naura (1934–2017), Jazzpianist und -publizist, lebte im Ortsteil Hollbüllhuus[30]
- Ernst Kahl (1949–2025), Cartoonist, Maler, Autor und Sänger.

## Sonstiges
Im Wald bei Schwabstedt existieren Vorkommen des Bärlauchs, die unter Umständen auf eine künstliche Anpflanzung zurückgeführt werden können, von der aus sich die Pflanze im Verlauf des 19. und/oder 20. Jahrhunderts ausbreiten konnte. Bärlauch gehört wegen dieser Eigenschaft zu den Stinsenpflanzen. Da das Kraut von Feinschmeckern sehr geschätzt wird, fanden in Schwabstedt auch schon Bärlauchtage statt.
Jährlich wird an den Pfingsttagen der „Pfingstmarkt“ veranstaltet, ein Volksfest mit verschiedenen Fahrgeschäften, Musikdarbietungen und Flohmarktständen.